# 水の広場公園
水の広場公園（みずのひろばこうえん）は、東京都江東区青海一丁目・二丁目、有明三丁目にある都立の海上公園（ふ頭公園）である。東京都港湾局所管。

## 概要
青海側は夢の大橋北側から青海駅南側を通り青海中央ふ頭公園、有明側は水の科学館西側から青海橋・夢の大橋を通り有明客船ターミナルへ伸びる親水公園。有明側は有明埠頭橋付近で園路が途切れるため、一端道路に出る必要がある。
水辺に親しめるように親水護岸が整備されている。
かつて夢の大橋からあけみ橋の間の海上に虹の噴水と呼ばれる噴水が存在し、4月から10月の18時から22時までの毎時10分間、七色に輝く噴水が見られる夜景スポットであった。

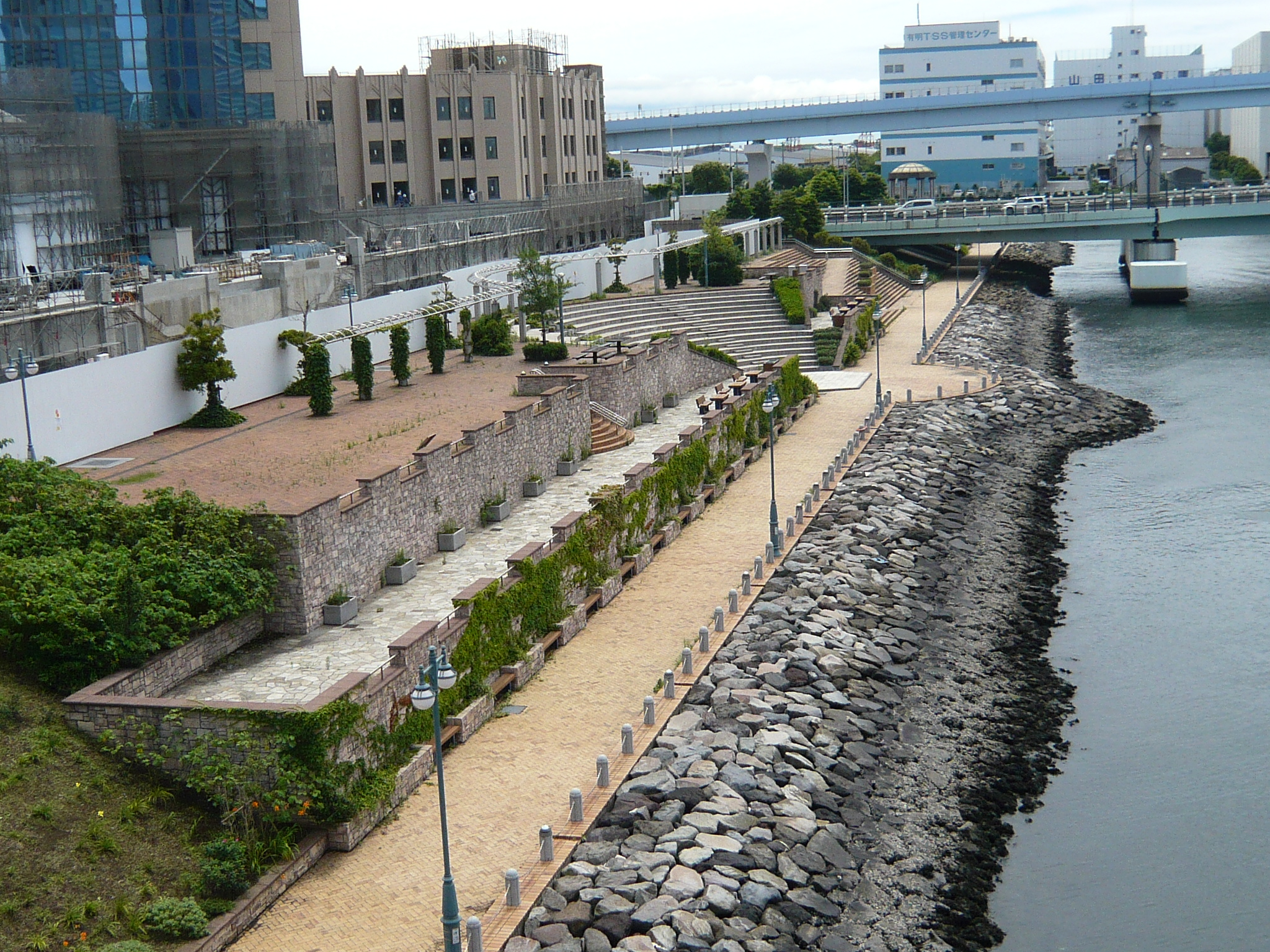
有明側（夢の大橋上）
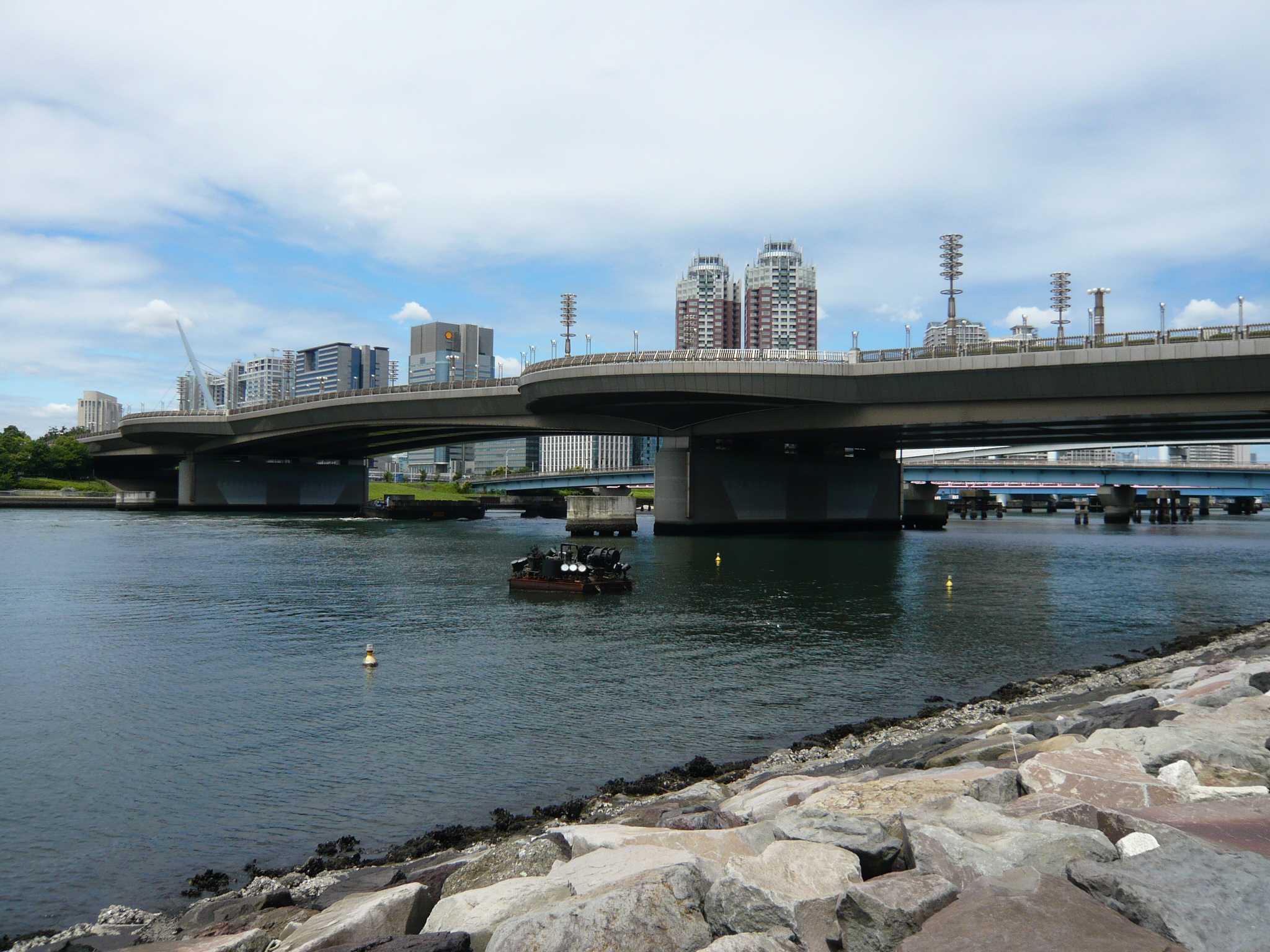
虹の噴水
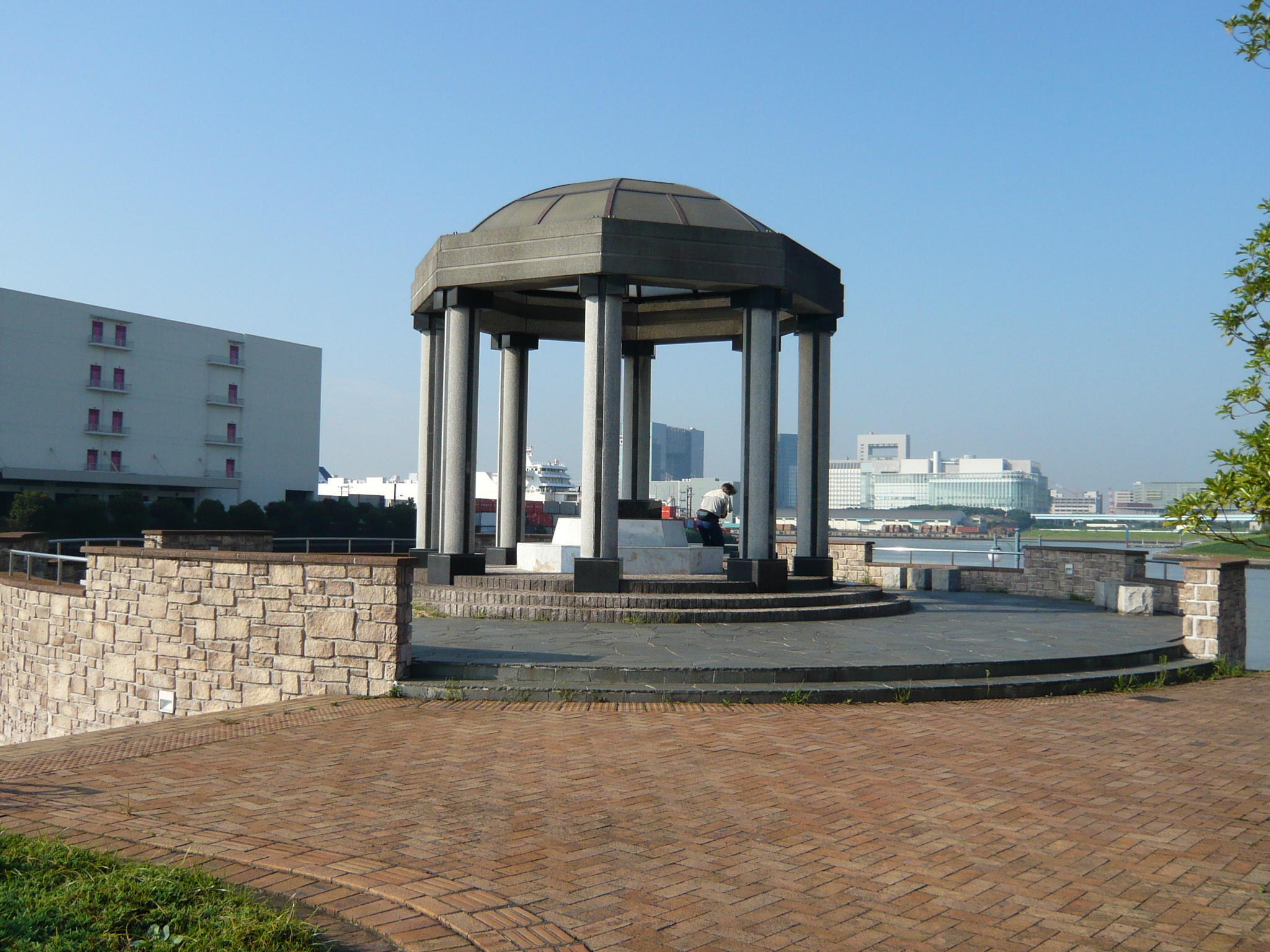
展望台
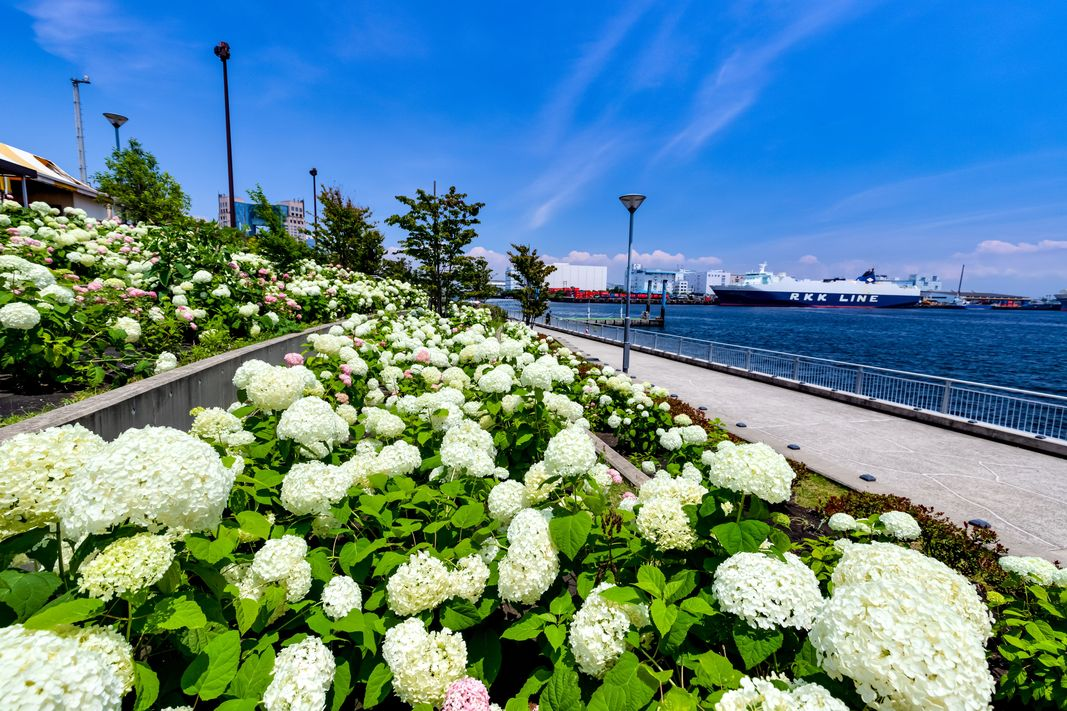
水の広場公園のアナベル

## 交通
- ゆりかもめ東京ビッグサイト駅から徒歩1分。
- 東京都観光汽船・東京水辺ライン「有明（有明客船ターミナル、東京ビッグサイト）」下船、直通。
- 都バス海01系統、東16系統「東京ビッグサイト」下車、徒歩1分。

## 周辺施設
- 東京国際展示場（東京ビッグサイト）
- 東京ファッションタウンビル（TFTビル）
- 有明西ふ頭公園
- シンボルプロムナード公園
- 東京ベイコート倶楽部 ホテル&スパリゾート
- 武蔵野大学有明キャンパス